# Stefan Geilen
Stefan Ulrich Geilen (* 17. Januar 1962 in Olsberg) ist ein Brigadegeneral des Heeres der Bundeswehr.

## Militärische Laufbahn

### Ausbildung und erste Verwendungen
Geilen trat 1981 als Offizieranwärter der Jägertruppe (Bundeswehr) beim Jägerbataillon 471 in Bexbach in die Bundeswehr ein und durchlief die Offizierausbildung zum Offizier des Truppendienstes. Im Anschluss absolvierte er ein Studium der Wirtschaftswissenschaften an der Universität der Bundeswehr Hamburg. Von 1986 bis 1991 wurde er als Zugführer und Kompaniechef im Jägerbataillon 67 in Breitenburg verwendet. Es folgte eine Verwendung als Hörsaalleiter beim Einzelkämpferlehrgang an der Luftlande- und Lufttransportschule in Altenstadt. Von 1994 bis 1996 absolvierte Geilen die Ausbildung zum Offizier im Generalstabsdienst an der Führungsakademie der Bundeswehr in Hamburg.

### Dienst als Stabsoffizier
Ab 1996 war Geilen als Stabsoffizier G4 im Stab der Luftlandebrigade 26 in Saarlouis eingesetzt. Auf diesem Dienstposten war er 1997 als Stabsoffizier G3 im Deutschen Kontingent SFOR im Auslandseinsatz, er leitete auch das Tactical Operations Center während der militärischen Evakuierungsoperation Operation Libelle in Albanien. Im Jahr 1998 wurde Geilen zum I. Deutsch-Niederländischen Corps nach Münster versetzt, wo er als Stabsoffizier in der Abteilung G3 Operations Verwendung fand. Im Jahr 2000 folgte eine Verwendung als Stabsoffizier im Bundesministerium der Verteidigung. Von 2002 bis 2004 führte Geilen als Kommandeur das Jägerlehrbataillon 353 in Hammelburg. Es folgte eine zweijährige Verwendung als Stabsoffizier G3 Weiterentwicklung an der Infanterieschule und eine weitere zweijährige Verwendung als Dezernatsleiter im Amt für Heeresentwicklung in Köln. Im Jahr 2006 kehrte Geilen als Assistant Chief of Staff G5 Plans and Policy zum 1. Deutsch-Niederländischen Corps zurück. In dieser Zeit war er federführend an der Planung für die NATO Response Force 10 beteiligt. Ab 2009 war Geilen Referatsleiter im Streitkräfteamt in Bonn. Von 2010 bis 2013 war Geilen Chef des Stabes der Division Spezielle Operationen in Stadtallendorf. In dieser Zeit war Geilen 2011 auch stellvertretender Führer der Operation Pegasus während der militärischen Evakuierungsoperation in Libyen. Es folgte 2013 eine Verwendung als Referatsleiter in der Abteilung Planung im Bundesministerium der Verteidigung.

### Dienst als General
Von Dezember 2014 bis März 2015 war Geilen Kommandeur der Luftlandebrigade 26. Am 1. April 2015 wurde diese (unter Einbindung von Teilen der Schwestereinheit, der Luftlandebrigade 31) zur Luftlandebrigade 1 umgegliedert, deren erster Kommandeur Geilen wurde. Am 6. Juli 2016 übergab er dieses Kommando an Brigadegeneral Dirk Faust. Im August 2016 wurde Geilen, unter Ernennung zum Brigadegeneral, als Vertretung für Brigadegeneral Dieter Meyerhoff (welcher in dieser Zeit für mehrere Monate in Afghanistan im Auslandseinsatz war) Chef des Stabes beim I. Deutsch-Niederländischen Corps. Zum 1. Juli 2017 wurde Geilen stellvertretender Chef des Stabes Assistance and Influence beim Eurokorps in Straßburg. Ab Oktober 2019 wurde er im Amt für Heeresentwicklung in Köln eingesetzt
Seit dem 1. April 2021 dient er als Chef des Stabes im I. Deutsch-Niederländischen Corps in Münster.

### Auslandseinsätze
- 1997 SFOR Stabsoffizier G3 GECONSFOR, Rajlovac, Bosnien und Herzegowina

## Auszeichnungen
- 1996: Ehrenmedaille General von Clausewitz

## Privates
Geilen ist verheiratet und hat zwei Söhne.